# Семен Єремієвич
Семен Єремієвич Тимошій (*д/н —бл. 1756) — український політичний та військовий діяч, кошовий отаман Війська Запорозького у 1742 та 1753 роках. Також знаний як Єремійович, Ієремієв, Яременко, Великий.

## Життя
Про місце та дату народження нічого невідомо. Його батьком був Ярема (або Яремія), звідки й походить прізвище, під яким він більш відомий — Єремієвич, та його варіанти. Доєднався до козаків Олешківської Січі (рік невідомий). У 1734 році був військовим суддею Війська Запорозького Низового.
За деякими відомостями брав участь у російсько-турецькій війні 1735—1739 років. У 1742 році обирається кошовим отаманом. Під час своєї каденції займався переважно двома речами: організовував спостереження за татарськими чамбулами. Для цього окрім запорожців-пластунів, використовував чумаків. Отриману інформацію передавав генерал-аншефу Джеймсу Кейту, голові правління Гетьманського уряду. Після від'їзду Кейта — його наступникам. Іншою справою кошового була боротьба з гайдамаками. В цьому він співпрацював з польськими урядниками, зокрема Францішком Нітославським, київським підвоєводою. У 1743 році не був обраний на наступний термін, причини цього не відомі.
У 1753 році на короткий термін знову стає кошовим отаманом. Остання згадка датується 1756 роком, коли він був записаний під прізвищем Яременко у Менському курені.